# Seroe Alejandro
Seroe Alejandro, Sero Alejandro – miejscowość (plaats) w strefie Jara/Seroe Alejandro, w regionie Savaneta w północno-zachodniej części kraju autonomicznego Aruba, należącego do Holandii, w Ameryce Południowej.  